# 대한민국 민법 제192조
대한민국 민법 제192조는 점유권의 취득과 소멸에 대한 민법 물권법 조문이다. 물건에 대한 현실적인 지배 상태를 보호하는 조항이다. 

## 조문
제192조 (점유권의 취득과 소멸) ①물건을 사실상 지배하는 자는 점유권이 있다.
②점유자가 물건에 대한 사실상의 지배를 상실한 때에는 점유권이 소멸한다. 그러나 제204조의 규정에 의하여 점유를 회수한 때에는 그러하지 아니하다.

第192條(占有權의 取得과 消滅) ① 物件을 事實上 支配하는 者는 占有權이 있다.
②占有者가 物件에 對한 事實上의 支配를 喪失한 때에는 占有權이 消滅한다. 그러나 第204條의 規定에 依하여 占有를 回收한 때에는 그러하지 아니하다.

## 비교 조문
일본민법 제180조 (점유권의 취득) 점유권은 자기를 위한 의사를 가지고 물건을 소지하는 것에 의해서 취득한다.

민법 제204조(점유의 회수) ① 점유자가 점유의 침탈을 당한 때에는 그 물건의 반환 및 손해의 배상을 청구할 수 있다.
②전항의 청구권은 침탈자의 특별승계인에 대하여는 행사하지 못한다. 그러나 승계인이 악의인 때에는 그러하지 아니하다.
③제1항의 청구권은 침탈을 당한 날로부터 1년내에 행사하여야 한다.

## 해설

### 사실상 지배의 의미
사실상의 지배가 있다고 하기 위하여는 반드시 물건을 물리적, 현실적으로 지배하는 것만을 의미하는 것이 아니고, 물건과 사람과의 시간적, 공간적 관계와 본권관계, 타인 지배의 배제 가능성 등을 고려하여 사회관념에 따라 합목적적으로 판단하여야 한다.

## 판례
- 대지의 소유자로 등기한 자는 보통의 경우 등기할 때에 그 대지의 인도를 받아 점유를 얻은 것으로 보아야 할 것이므로 등기사실을 인정하면서 특별한 사정의 설시 없이 점유사실을 인정할 수 없다고 판단할 수는 없다[2]
- 사회통념상 건물은 그 부지를 떠나서는 존재할 수 없는 것이므로 건물의 부지가 된 토지는 그 건물의 소유자가 점유하는 것으로 볼 것이고, 건물의 소유권이 양도된 경우에는 건물의 종전의 소유자가 건물의 소유권을 상실하였으므에도 불구하고 그 부지를 계속 점유할 별도의 독립된 권원이 있는 등의 특별한 사정이 없는 한 그 부지에 대한 점유도 함께 상실 하는 것으로 보아야 하며, 이 경우에 건물의 종전의 소유자가 그 건물에 계속 거주하고 있고 건물의 새로운 소유자는 현실적으로 건물이나 그 부지를 점거하고 있지 아니하고 있더라도 결론은 마찬가지이다[3]
- 미동기건물을 양수하여 건물에 관한 사실상의 처분권을 보유하게 됨으로써 그 양수인이 건물부지 역시 아울러 점유하고 있다고 볼 수 있는 등의 다른 특별한 사정이 없는 한, 건물의 소유명의자가 아닌 자로서는 실제로 그 건물을 점유하고 있다고 하더라도 그 건물의 부지를 점유하는 자로 볼 수 없다[4]
- 임야에 대한 점유의 이전나 점유의 계속은 반드시 물리적이고 현실적인 지배를 요한다고 볼 것은 아니고 관리나 이용의 이전이 있으면 인도가 있었다고 보아야 하고, 임야에 대한 소유권을 양도하는 경우라면 그에 대한 지배권도 넘겨지는 것이 거래에 있어서 통상적인 형태라고 할 것이며, 점유의 계속은 추정되는 것이다[5]

### 점유 회수 시 소유권의 소멸 여부
- 물건에 대한 사실상 지배를 상실하였던 사람이 그 점유를 회수한 때에는 점유권이 소멸하지 않았던 것으로 보아야 하며 판단할 때는 점유를 침탈당하였다고 주장하는 당시에 그가 점유하고 있었는지 여부만을 살피면 된다[6]

### 타인지배의 배제가능성
점유가 함은 물건이 사회관념상 그 사람의 사실적 지배에 속한다고 보아지는 객관적 관계에 있는 것을 말하므로 타인의 간섭을 배제하는 면이 있다고 할 것이므로, 이 사건 토지들 공로에 연결되고 또 이어지는 골목길로서 피고들을 포함한 그 주택거주자들이나 일반인이 공로에의 통로로 통행하여 공중의 통행에 제공되고 있다면 이 사실만으로 바로 피고들의 점유 아래 있다고 할 수 없다

### 외부로부터의 인식가능성
타인의 토지에 몰래 매장함으로써 분묘인가의 여부를 객관적으로 관찰하여 인식할 수 없는 경우에는 그 분묘가 위치하고 있는 토지를 점유하고 있다고 볼 수 없다

## 참고 문헌
- 이상태, 물권법, 법원사, 2015. ISBN 9788991512962